# HMS Bluebell (K80)
HMS Bluebell je bila korveta razreda Flower Kraljeve vojne mornarice. Splovljena je bila 24. aprila 1940 in predana v uporabo oktobra istega leta. 
Med drugo svetovno vojno jo je 17. februarja 1945 torpedirala nemška podmornica U-711; od celotne posadke je preživel le en mornar.